# 膳城
膳城（ぜんじょう）は、群馬県前橋市粕川町膳にあった室町時代から戦国時代にかけての日本の城（平山城）。群馬県指定史跡。

## 構造
西と南を兎川に面し、東を兎川の支流・童子川に面する棚状丘陵地に造られた紡錘形の城。東西250メートル、南北500メートルに広がる。別城一郭の構造を持つ。

## 歴史
三善康信の子孫という善氏（のち改称して膳氏）の居城であった。築城時期は15世紀中頃と推定。長享元年（1487年）には既に存在した。
文明12年（1480年）頃、佐野昌綱により落城するも、城主の善三河守は横瀬業繁の援助で帰城、以後由良氏（横瀬氏）の影響下に入る。
永禄5年（1562年）上杉方に降る。元亀3年（1572年）、城主の善宗次が上杉謙信の下野国小俣城攻めに参加中討死。その子・春松丸が継ぐが、反攻してきた小俣城方の北条軍により落城。春松丸は厩橋へ逃亡し膳氏は没落した。
天正2年（1574年）上杉方に占拠され、木戸忠朝が入る。天正6年（1578年）上杉謙信死去によって後北条氏に属し河田備前守が城主となる。
天正8年（1580年）、御館の乱のなかで武田勝頼は上杉景勝を支持、上杉景虎派の厩橋城を制圧しそのまま赤城山南麓の大胡城・山上城・伊勢崎城を攻略していた。攻略後、武田勝頼軍は人心安定のため平服のまま各地を視察し、膳城付近を通過した。当時膳城では酒宴が行われ喧嘩沙汰も起きており、武田軍を見た一部城兵が激高、武田軍に攻撃を仕掛けてしまった。この結果、武田勝頼軍の反撃を受けて膳城は落城、河田備前守や城代・大胡民部左衛門が討ち取られてしまった。これを「膳城素肌攻め」という。この落城後に廃城となったという。
現在、城址の大部分は住宅地。しかし、戦後に膳氏の末裔という膳桂之助が、本丸周辺を買い取り県に寄付したため、本丸・二ノ丸は1949年（昭和24年）県指定史跡に指定され、城址公園となった。また本丸北側の北郭跡には粕川歴史民俗資料館・粕川出土文化財管理センターが建つ。

## ギャラリー

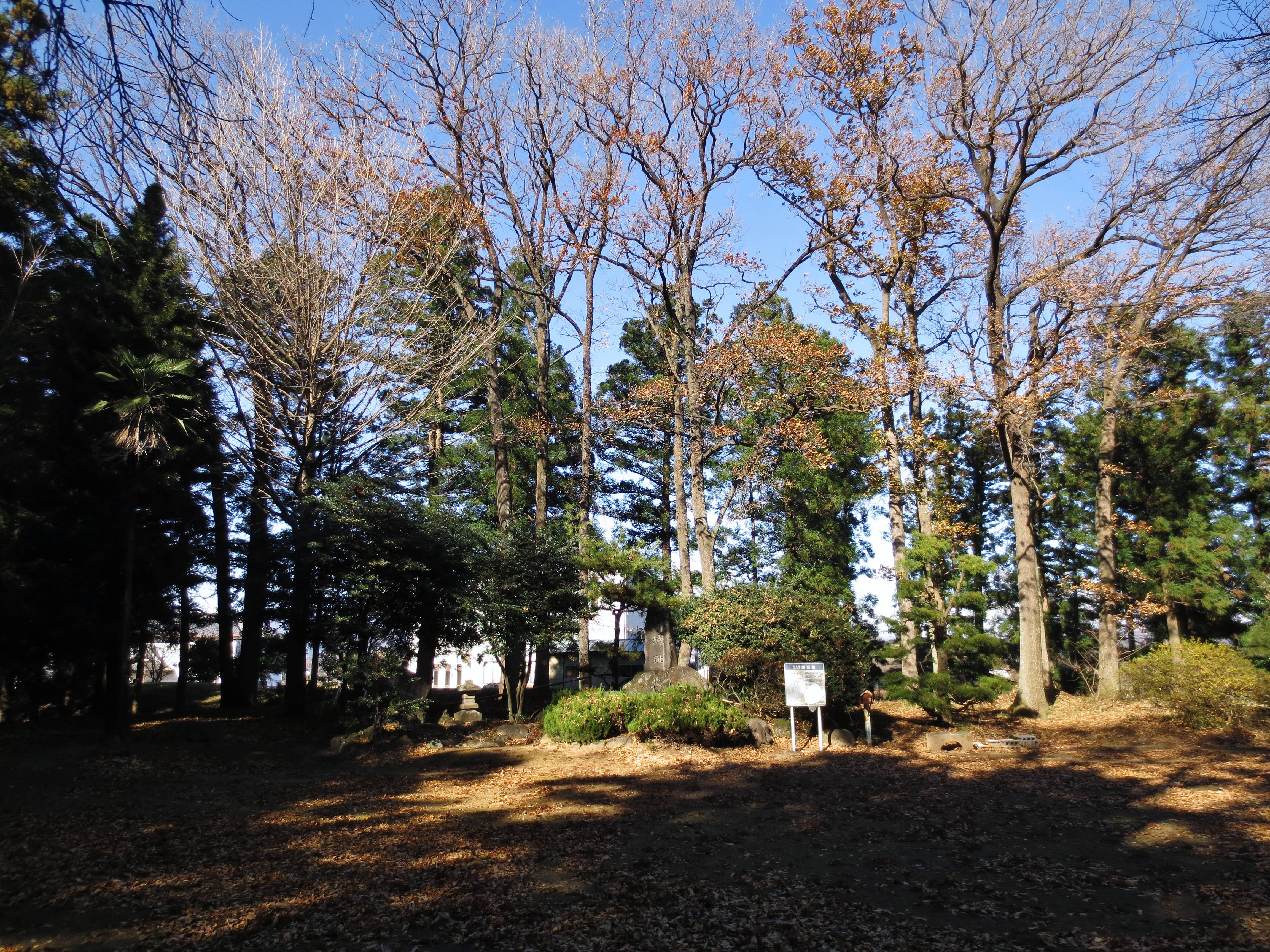
本丸跡
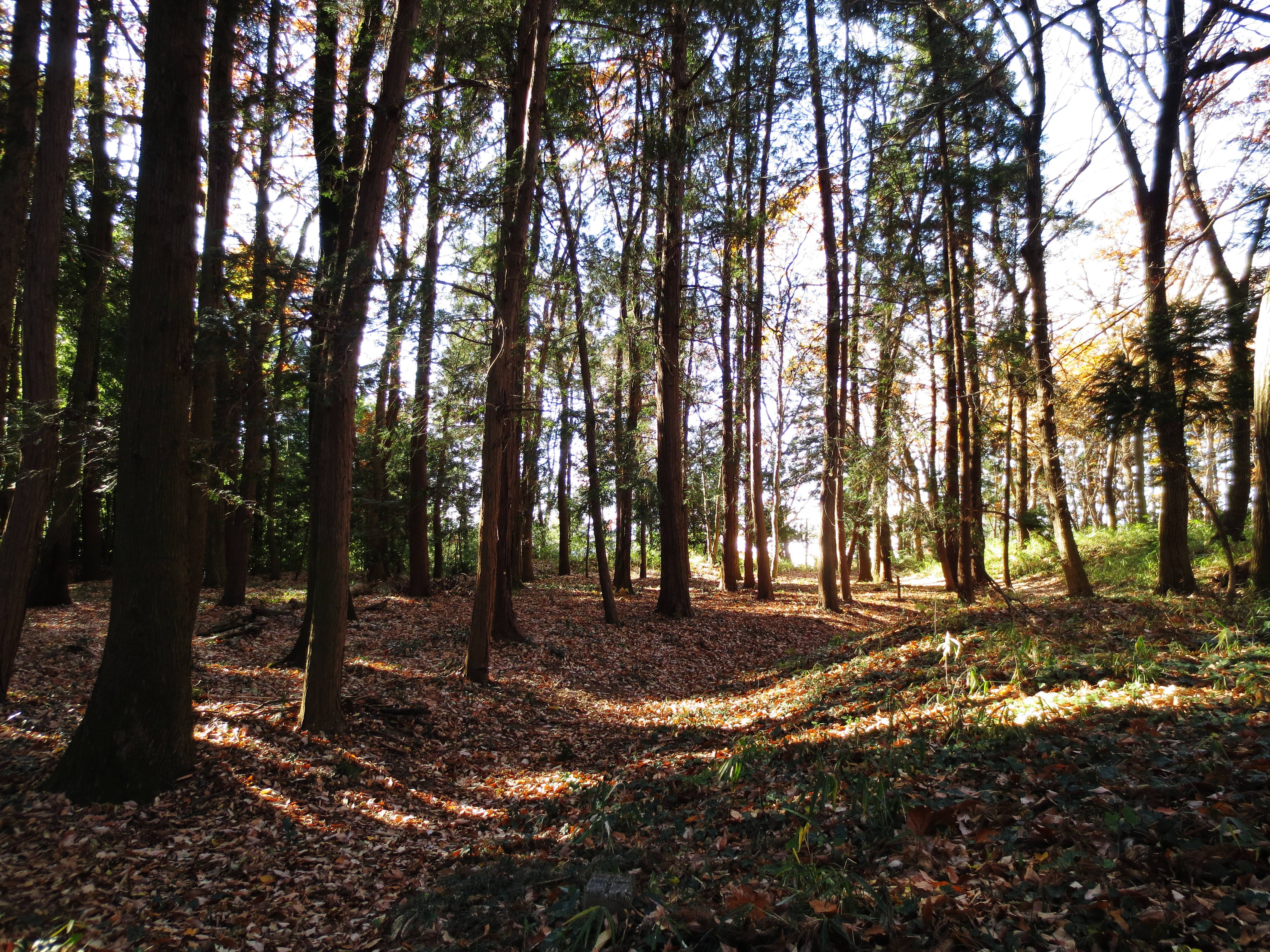
二の丸跡
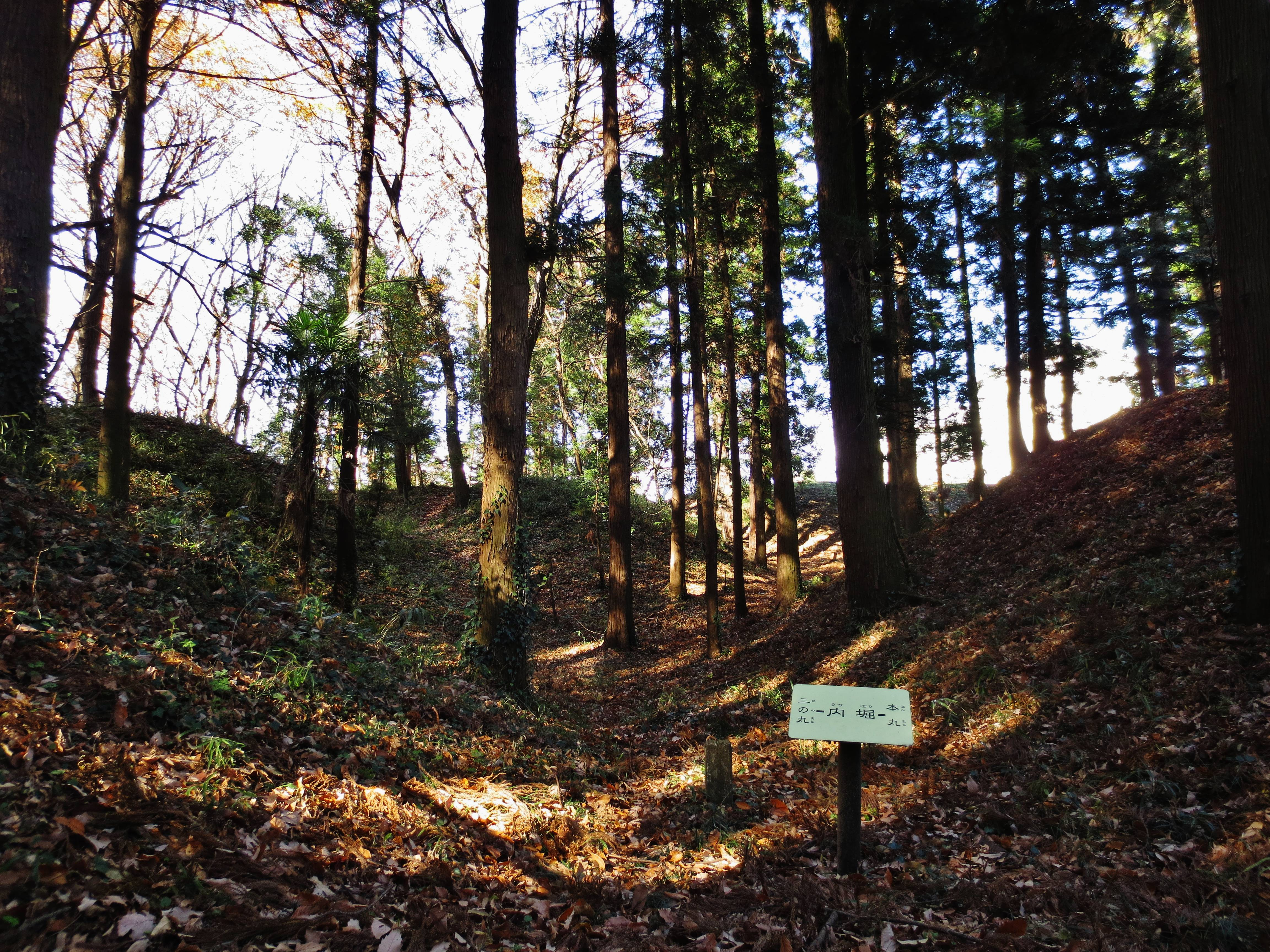
内堀跡
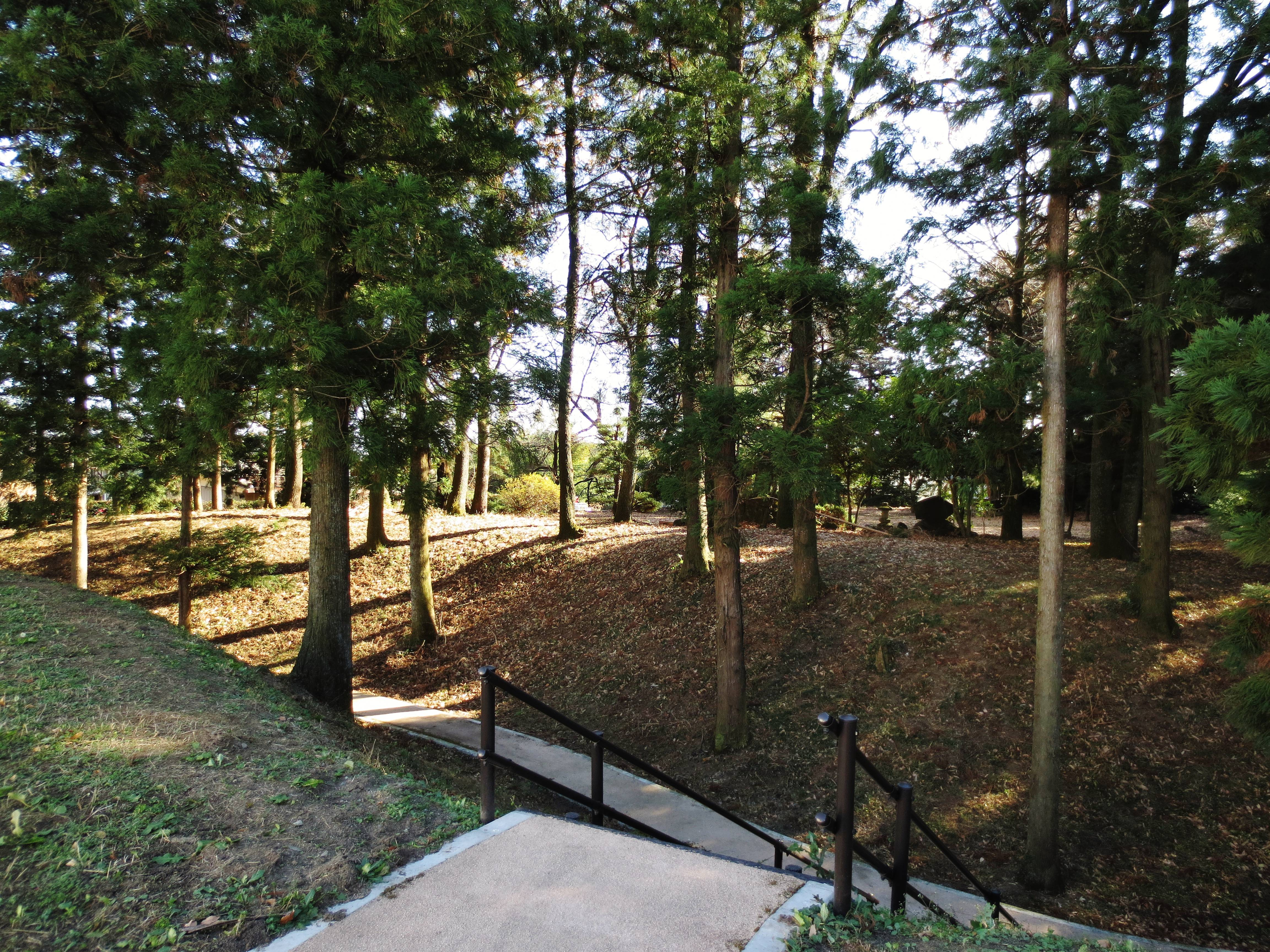
外堀跡
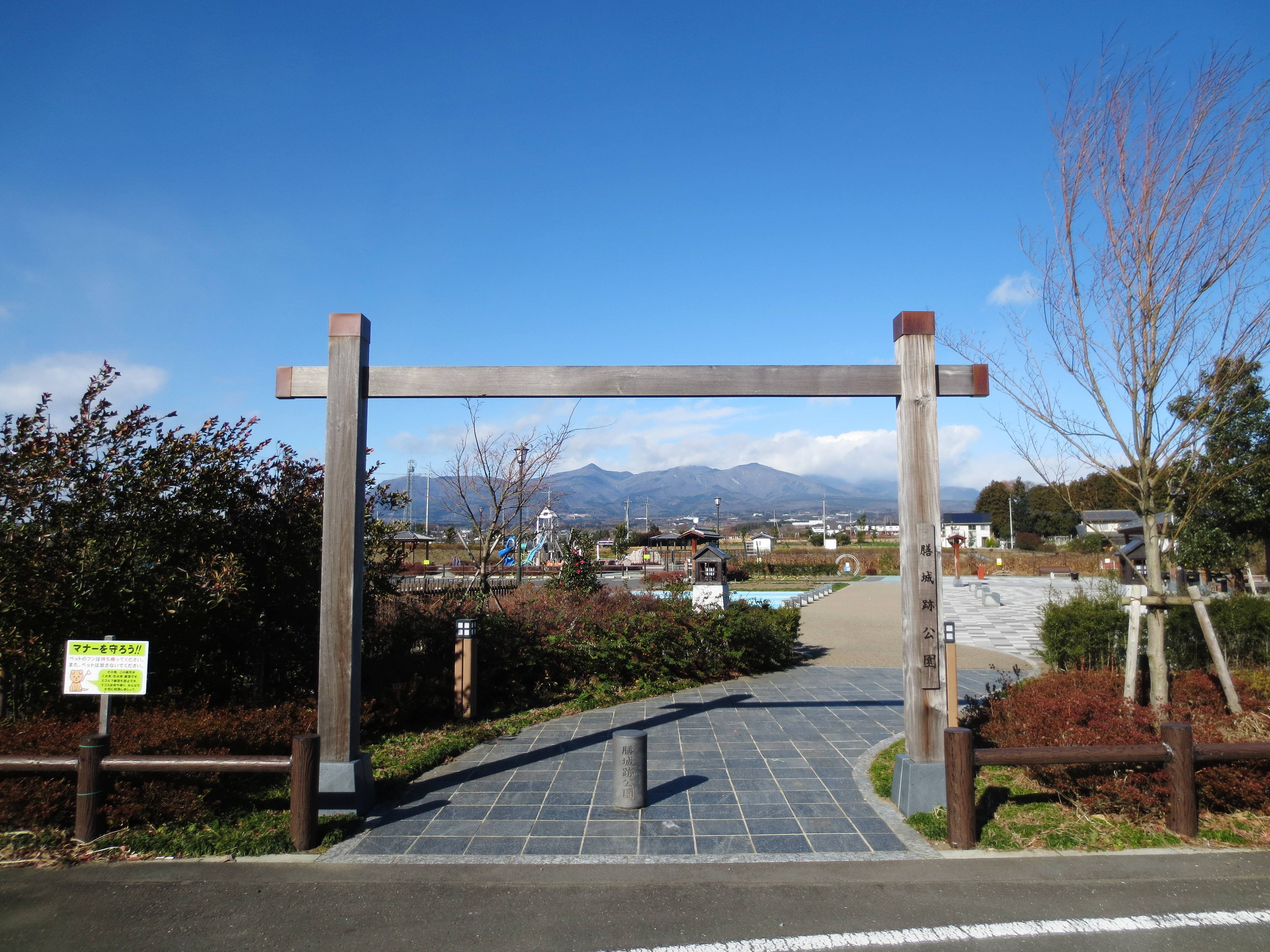
膳城跡公園
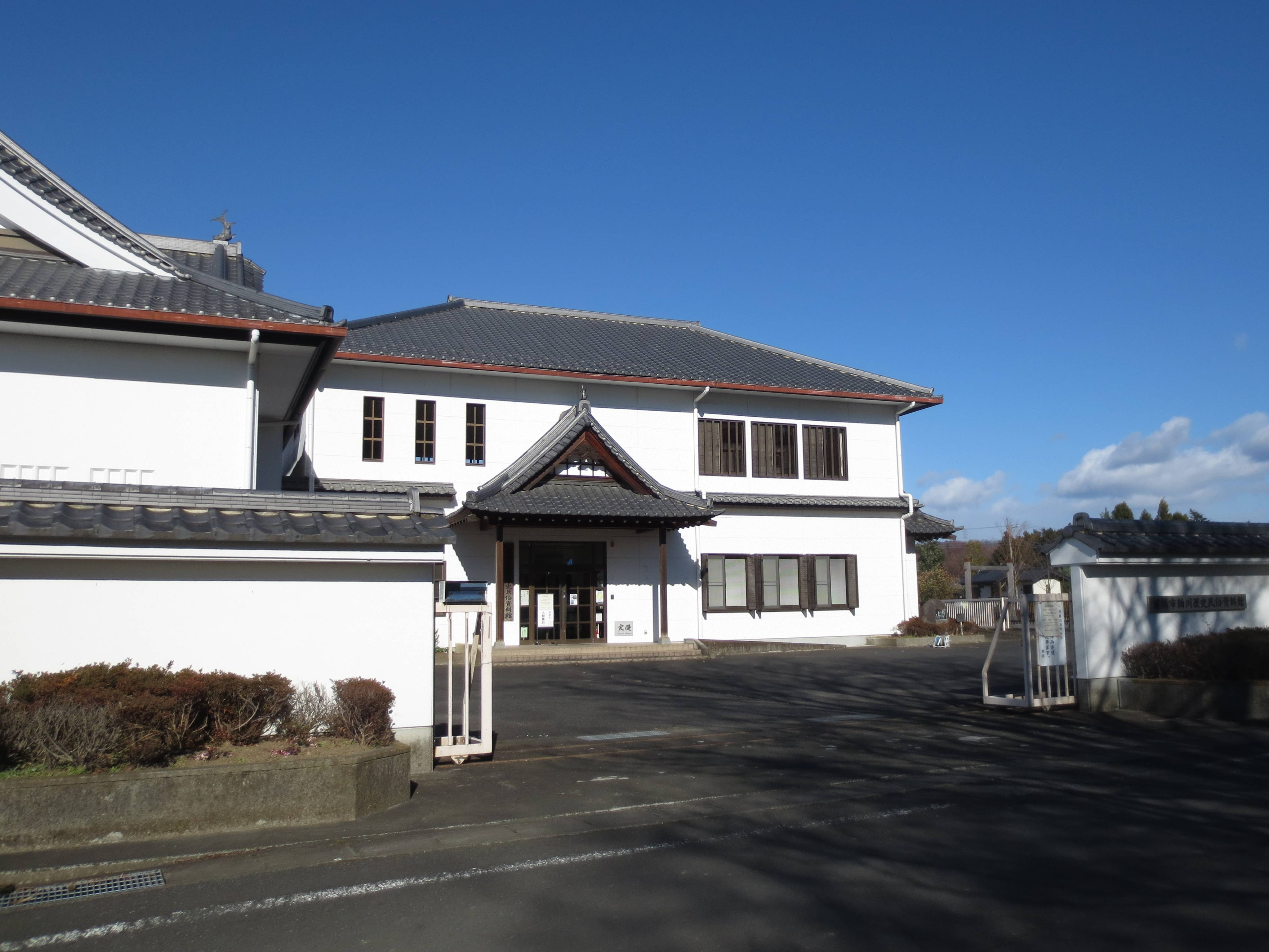
粕川歴史民俗資料館
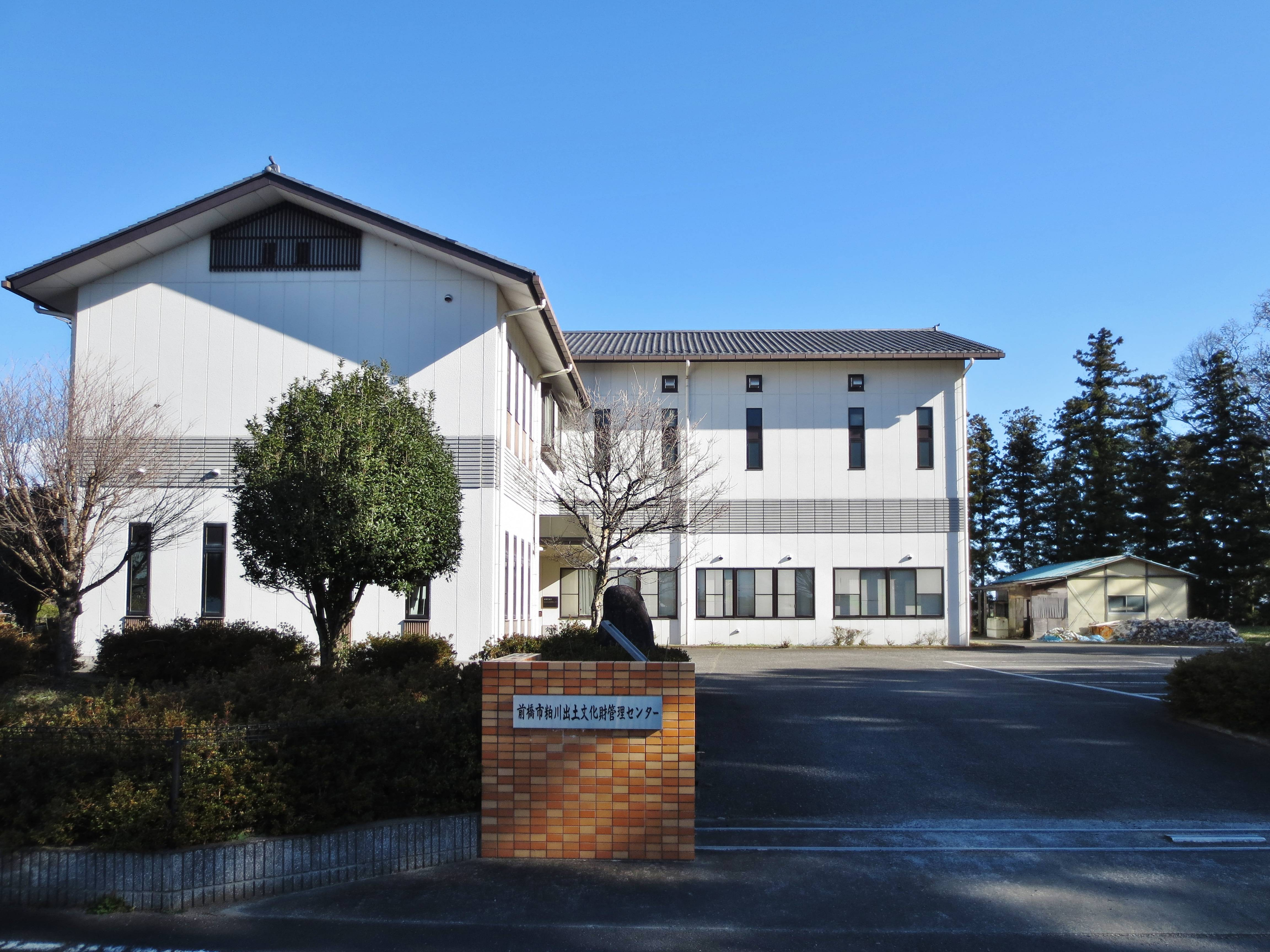
粕川出土文化財管理センター